# 2017–2018-as angol labdarúgó-ligakupa
A 2017–2018-as angol labdarúgó-ligakupa, szponzori néven Carabao Cup az Angol Ligakupa 58. szezonja volt; egy kieséses rendszerű kiírás Anglia és Wales 92 profi labdarúgócsapata számára. A kiírás szerint a győztes a 2018–2019-es Európa-liga harmadik selejtezőkörében indulhat, ha nem került be egyik európai kupasorozatba sem. A címvédő a Manchester United volt, akik a 2016–17-es szezonban történetük során ötödik alkalommal hódították el a kupát. A trófeát a Manchester City nyerte, miután a döntőben 3–0-ra legyőzte az Arsenal csapatát.

## Első kör
Az első kört 2017. június 14-én Bangkokban sorsolták ki, augusztus elején 72 csapat 36 mérkőzést játszott. Zárójelben a csapatok osztályai találhatóak.
| 2017. augusztus 8. 20:45 CEST |

| Accrington Stanley (4)                 | 3–2         | Preston North End (2) |
| -------------------------------------- | ----------- | --------------------- |
| Richards-Everton 20' Clark 86' Kee 93' | Jegyzőkönyv | Hugill 70' 91'        |

| Crown Ground, Accrington Nézőszám: 2 879 Játékvezető: Eddie Ilderton |

| 2017. augusztus 8. 20:45 CEST |

| AFC Wimbledon (3) | 1–3 (h. u.) | Brentford (2)                          |
| ----------------- | ----------- | -------------------------------------- |
| Robinson 25'      | Jegyzőkönyv | Sawyers 69' Watkins 105+1' Shaibu 119' |

| Kingsmeadow, London Nézőszám: 3 229 Játékvezető: Dean Whitestone |

| 2017. augusztus 8. 20:45 CEST |

| Barnsley (2)                          | 4–3         | Morecambe (4)                                |
| ------------------------------------- | ----------- | -------------------------------------------- |
| Bradshaw 2' 46' Ugbo 22' Hedges 90+5' | Jegyzőkönyv | Lavelle 45+1' Rose 49' (11-esből) Oliver 82' |

| Oakwell, Barnsley Játékvezető: Darren Bond |

| 2017. augusztus 8. 20:45 CEST |

| Birmingham City (2)                    | 5–1         | Crawley Town (4) |
| -------------------------------------- | ----------- | ---------------- |
| Adams 27' 42' 66' Davis 38' Tesche 49' | Jegyzőkönyv | Camara 86'       |

| St Andrew’s, Birmingham Nézőszám: 7814 Játékvezető: Michael Salisbury |

| 2017. augusztus 8. 20:45 CEST |

| Bradford City (3)    | 2–3         | Doncaster Rovers (3)            |
| -------------------- | ----------- | ------------------------------- |
| Poleon 35' Jones 84' | Jegyzőkönyv | May 8' Kongolo 71' Whiteman 88' |

| Valley Parade, Bradford Nézőszám: 3 175 Játékvezető: Darren Drysdale |

| 2017. augusztus 8. 20:45 CEST |

| Bristol City (2)                                      | 5–0         | Plymouth Argyle (3) |
| ----------------------------------------------------- | ----------- | ------------------- |
| Hegeler 2' Baker 14' Smith 19' Hinds 39' Paterson 79' | Jegyzőkönyv |                     |

| Ashton Gate Stadium, Bristol Nézőszám: 9 838 Játékvezető: Oliver Langford |

| 2017. augusztus 8. 20:45 CEST |

| Bristol Rovers (3)                      | 4–1         | Cambridge United (4) |
| --------------------------------------- | ----------- | -------------------- |
| Bodin 13' 42' Harrison 61' Sercombe 70' | Jegyzőkönyv | Ikpeazu 66'          |

| Memorial Stadion, Bristol Nézőszám: 4 114 Játékvezető: Kevin Johnson |

| 2017. augusztus 8. 20:45 CEST |

| Cardiff City (2)              | 2–1 (h. u.) | Portsmouth (3) |
| ----------------------------- | ----------- | -------------- |
| Mendez-Laing 48' Halford 113' | Jegyzőkönyv | Morrison 32'   |

| Cardiff City Stadion, Cardiff Nézőszám: 6 592 Játékvezető: Steve Martin |

| 2017. augusztus 8. 20:45 CEST |

| Coventry City (4) | 1–3         | Blackburn Rovers (3)               |
| ----------------- | ----------- | ---------------------------------- |
| Nazon 22'         | Jegyzőkönyv | Evans 16' Smallwood 33' Samuel 56' |

| Ricoh Arena, Coventry Nézőszám: 5 372 Játékvezető: Darren England |

| 2017. augusztus 8. 20:45 CEST |

| Exeter City (4) | 1–2         | Charlton Athletic (3)       |
| --------------- | ----------- | --------------------------- |
| Holmes 54'      | Jegyzőkönyv | Clarke 72' Charles-Cook 79' |

| St James Park, Exeter Nézőszám: 2 699 Játékvezető: Tim Robinson |

| 2017. augusztus 8. 20:45 CEST |

| Fleetwood Town (3) | 1–2 (h. u.) | Carlisle United (4)          |
| ------------------ | ----------- | ---------------------------- |
| Hiwula 69'         | Jegyzőkönyv | S. Miller 22' T. Miller 101' |

| Highbury Stadium, Fleetwood Nézőszám: 1711 Játékvezető: Graham Salisbury |

| 2017. augusztus 8. 20:45 CEST |

| Forest Green Rovers (4) | 0–1 (h. u.) | Milton Keynes Dons (3) |
| ----------------------- | ----------- | ---------------------- |
|                         | Jegyzőkönyv | Ariyibi 110'           |

| The New Lawn, Nailsworth Nézőszám: 1608 Játékvezető: Anthony Backhouse |

| 2017. augusztus 8. 20:45 CEST |

| Luton Town (4) | 0–2         | Ipswich Town (2)     |
| -------------- | ----------- | -------------------- |
|                | Jegyzőkönyv | McGoldrick 34' 90+3' |

| Kenilworth Road, Luton Nézőszám: 4 610 Játékvezető: Andy Haines |

| 2017. augusztus 8. 20:45 CEST |

| Mansfield Town (4) | 0–1         | Rochdale (3) |
| ------------------ | ----------- | ------------ |
|                    | Jegyzőkönyv | Camps 17'    |

| Field Mill, Mansfield Nézőszám: 1457 Játékvezető: Andy Madley |

| 2017. augusztus 8. 20:45 CEST |

| Millwall (2)    | 2–0         | Stevenage (4) |
| --------------- | ----------- | ------------- |
| Elliott 54' 67' | Jegyzőkönyv |               |

| The Den, London Nézőszám: 3 096 Játékvezető: Simon Hooper |

| 2017. augusztus 8. 20:45 CEST |

| Norwich City (2)                     | 3–2         | Swindon Town (4)          |
| ------------------------------------ | ----------- | ------------------------- |
| Jerome 27' Hoolahan 39' Maddison 42' | Jegyzőkönyv | Lancashire 25' Mullin 62' |

| Carrow Road, Norwich Nézőszám: 13 166 Játékvezető: Geoff Eltringham |

| 2017. augusztus 8. 20:45 CEST |

| Nottingham Forest (2)               | 2–1         | Shrewsbury Town (3)    |
| ----------------------------------- | ----------- | ---------------------- |
| Carayol 29' (11-esből) Cummings 75' | Jegyzőkönyv | Whalley 79' (11-esből) |

| City Ground, Nottingham Nézőszám: 7 546 Játékvezető: John Busby |

| 2017. augusztus 8. 20:45 CEST |

| Oxford United (3)                         | 3–4 (h. u.) | Cheltenham Town (4)        |
| ----------------------------------------- | ----------- | -------------------------- |
| Johnson 21' (11-esből) Obika 31' Xemi 42' | Jegyzőkönyv | Eisa 9' 99' Wright 66' 90' |

| Kassam Stadium, Oxford Nézőszám: 3 179 Játékvezető: Graham Horwood |

| 2017. augusztus 8. 20:45 CEST |

| Peterborough United (3) | 1–3         | Barnet (4)                                |
| ----------------------- | ----------- | ----------------------------------------- |
| Edwards 30'             | Jegyzőkönyv | Akpa Akpro 22' Vilhete 39' Coulthirst 58' |

| London Road Stadium, Peterborough Nézőszám: 2 725 Játékvezető: Tony Harrington |

| 2017. augusztus 8. 20:45 CEST |

| Queens Park Rangers (2) | 1–0         | Northampton Town (3) |
| ----------------------- | ----------- | -------------------- |
| N'Gbakoto 36'           | Jegyzőkönyv |                      |

| Loftus Road, London Nézőszám: 4 317 Játékvezető: Charles Breakspear |

| 2017. augusztus 8. 20:45 CEST |

| Rotherham United (3)  | 2–1         | Lincoln City (4) |
| --------------------- | ----------- | ---------------- |
| Proctor 39' Forde 78' | Jegyzőkönyv | Knott 64'        |

| New York Stadium, Rotherham Nézőszám: 5 489 Játékvezető: Seb Stockbridge |

| 2017. augusztus 8. 20:45 CEST |

| Scunthorpe United (3)                            | 3–3 (h. u.) | Notts County (4)                           |
| ------------------------------------------------ | ----------- | ------------------------------------------ |
| Madden 69' (11-esből) 105+1' Holmes 86'          | Jegyzőkönyv | Grant 22' Brisley 90+2' Yates 117'         |
| Büntetőpárbaj                                    |             |                                            |
| Madden Van Veen Adelakun Townsend Redmond Holmes | 6–5         | Smith Thompson Milsom Brisley Forte Toolte |

| Glanford Park, Scunthorpe Nézőszám: 1 874 Játékvezető: David Webb |

| 2017. augusztus 8. 20:45 CEST |

| Sheffield Wednesday (2)                             | 4–1         | Chesterfield (4)      |
| --------------------------------------------------- | ----------- | --------------------- |
| Fletcher 45+2' Hooper 43' Bannan 75' Hutchinson 83' | Jegyzőkönyv | Dennis 38' (11-esből) |

| Hillsborough Stadium, Sheffield Nézőszám: 11 682 Játékvezető: Ross Joyce |

| 2017. augusztus 8. 20:45 CEST |

| Southend United (3) | 0–2         | Newport County (4) |
| ------------------- | ----------- | ------------------ |
|                     | Jegyzőkönyv | McCoulsky 52' 58'  |

| Roots Hall, Southend-on-Sea Nézőszám: 2 998 Játékvezető: Antony Coggins |

| 2017. augusztus 8. 20:45 CEST |

| Wigan Athletic (3)       | 2–1         | Blackpool (3)   |
| ------------------------ | ----------- | --------------- |
| Laurent 17' Flores 45+1' | Jegyzőkönyv | Gnanduillet 59' |

| DW Stadion, Wigan Nézőszám: 3 391 Játékvezető: Chris Sarginson |

| 2017. augusztus 8. 20:45 CEST |

| Wolverhampton Wanderers (2) | 1–0         | Yeovil Town (4) |
| --------------------------- | ----------- | --------------- |
| Dicko 76'                   | Jegyzőkönyv |                 |

| Molineux Stadion, Wolverhampton Nézőszám: 9 478 Játékvezető: Robert Lewis |

| 2017. augusztus 8. 20:45 CEST |

| Wycombe Wanderers (4) | 0–2         | Fulham (2)          |
| --------------------- | ----------- | ------------------- |
|                       | Jegyzőkönyv | Piazon 67' Odoi 81' |

| Adams Park, High Wycombe Nézőszám: 3 639 Játékvezető: Gavin Ward |

| 2017. augusztus 8. 21:00 CEST |

| Reading (2)   | 2–0         | Gillingham (3) |
| ------------- | ----------- | -------------- |
| Kelly 71' 86' | Jegyzőkönyv |                |

| Madejski Stadium, Reading Nézőszám: 5 936 Játékvezető: Brett Huxtable |

| 2017. augusztus 9. 20:45 CEST |

| Colchester United (4) | 1–2         | Aston Villa (2)   |
| --------------------- | ----------- | ----------------- |
| Kent 39'              | Jegyzőkönyv | Hogan 7' Kent 19' |

| Colchester Community Stadium, Colchester Nézőszám: 6 603 Játékvezető: John Brooks |

| 2017. augusztus 9. 20:45 CEST |

| Crewe Alexandra (4) | 1–2         | Bolton Wanderers (2)    |
| ------------------- | ----------- | ----------------------- |
| Porter 42'          | Jegyzőkönyv | Armstrong 70' Derik 81' |

| Gresty Road, Crewe Nézőszám: 3 167 Játékvezető: Mark Heywood |

| 2017. augusztus 9. 20:45 CEST |

| Leeds United (2)            | 4–1         | Port Vale (4) |
| --------------------------- | ----------- | ------------- |
| Sáiz 13' 60' 62' Ekuban 83' | Jegyzőkönyv | Tonge 36'     |

| Elland Road, Leeds Nézőszám: 15 431 Játékvezető: Peter Bankes |

| 2017. augusztus 9. 20:45 CEST |

| Oldham Athletic (3)             | 2–3         | Burton Albion (2)                        |
| ------------------------------- | ----------- | ---------------------------------------- |
| Green 55' Davies 67' (11-esből) | Jegyzőkönyv | Varney 47' Lund 69' Akins 86' (11-esből) |

| Boundary Park, Oldham Nézőszám: 2 176 Játékvezető: Scott Duncan |

| 2017. augusztus 9. 20:45 CEST |

| Sheffield United (2)                | 3–2         | Walsall (3)                           |
| ----------------------------------- | ----------- | ------------------------------------- |
| Roberts 74' Thomas 79' Lafferty 82' | Jegyzőkönyv | Bakayoko 13' Oztumer 90+1' (11-esből) |

| Bramall Lane, Sheffield Nézőszám: 5 210 Játékvezető: Kevin Friend |

| 2017. augusztus 10. 20:45 CEST |

| Bury (3) | 0–1         | Sunderland (2) |
| -------- | ----------- | -------------- |
|          | Jegyzőkönyv | Honeyman 69'   |

| Gigg Lane, Bury Nézőszám: 3470 Játékvezető: Robert Jones |

| 2017. augusztus 22. 20:45 CEST |

| Grimsby Town (4) | 0–1         | Derby County (2)     |
| ---------------- | ----------- | -------------------- |
|                  | Jegyzőkönyv | Vydra 53' (11-esből) |

| Blundell Park, Cleethorpes Nézőszám: 3 033 Játékvezető: Trevor Kettle |

## Második kör
A második kört 2017. augusztus 10-én sorsolták ki. Az első körből továbbjutó 35 csapathoz csatlakoztak azok a Premier League-es csapatok, melyek előző szezonbeli eredményeik alapján nem indultak az európai kupasorozatokban és nem estek ki alacsonyabb osztályba, valamint a másodosztályból feljutó csapatok.
| 2017. augusztus 22. 20:45 CEST |

| Accrington Stanley (4) | 1–3         | West Bromwich Albion (1)              |
| ---------------------- | ----------- | ------------------------------------- |
| Dallison 86'           | Jegyzőkönyv | Rondón 11' Phillips 31' Rodriguez 64' |

| Crown Ground, Accrington Nézőszám: 2 699 Játékvezető: Jeremy Simpson |

| 2017. augusztus 22. 20:45 CEST |

| Aston Villa (2)                        | 4–1         | Wigan Athletic (3) |
| -------------------------------------- | ----------- | ------------------ |
| Hogan 19' 44' Adomah 36' Bjarnason 74' | Jegyzőkönyv | Colclough 43'      |

| Villa Park, Birmingham Nézőszám: 18 108 Játékvezető: Darren Drysdale |

| 2017. augusztus 22. 20:45 CEST |

| Birmingham (2)  | 1–2         | AFC Bournemouth (1) |
| --------------- | ----------- | ------------------- |
| Kieftenbeld 11' | Jegyzőkönyv | Fraser 46' Pugh 68' |

| St. Andrew’s, Birmingham Nézőszám: 8 245 Játékvezető: Geoff Eltringham |

| 2017. augusztus 22. 20:45 CEST |

| Brighton & Hove Albion (1) | 1–0         | Barnet (4) |
| -------------------------- | ----------- | ---------- |
| Tilley 53'                 | Jegyzőkönyv |            |

| Falmer Stadium, Brighton Nézőszám: 11 414 Játékvezető: Steve Martin |

| 2017. augusztus 22. 21:00 CEST |

| Bolton Wanderers (2)                             | 3–2         | Sheffield Wednesday (2) |
| ------------------------------------------------ | ----------- | ----------------------- |
| Dervite 42' Armstrong 57' (11-esből) Karacan 64' | Jegyzőkönyv | Rhodes 76' 83'          |

| Macron Stadium, Bolton Nézőszám: 6,385 Játékvezető: David Webb |

| 2017. augusztus 22. 20:45 CEST |

| Cardiff City (2) | 1–2         | Burton Albion (2)  |
| ---------------- | ----------- | ------------------ |
| Pilkington 76'   | Jegyzőkönyv | Naylor 26' Fox 70' |

| Cardiff City Stadion, Cardiff Nézőszám: 5 820 Játékvezető: John Busby |

| 2017. augusztus 22. 20:45 CEST |

| Carlisle United (4) | 1–2         | Sunderland (2)     |
| ------------------- | ----------- | ------------------ |
| Grainger 60'        | Jegyzőkönyv | Love 25' Gooch 80' |

| Brunton Park, Carlisle Nézőszám: 8 187 Játékvezető: Darren Bond |

| 2017. augusztus 22. 20:30 CEST |

| Crystal Palace (1) | 2–1         | Ipswich Town (2) |
| ------------------ | ----------- | ---------------- |
| McArthur 76' 84'   | Jegyzőkönyv | Celina 90+1'     |

| Selhurst Park, London Nézőszám: 9 837 Játékvezető: Andy Davies |

| 2017. augusztus 22. 20:45 CEST |

| Doncaster Rovers (3) | 2–0         | Hull City (2) |
| -------------------- | ----------- | ------------- |
| May 48' Rowe 54'     | Jegyzőkönyv |               |

| Keepmoat Stadium, Doncaster Nézőszám: 7 139 Játékvezető: Graham Salisbury |

| 2017. augusztus 22. 20:45 CEST |

| Fulham (2) | 0–1         | Bristol Rovers (3) |
| ---------- | ----------- | ------------------ |
|            | Jegyzőkönyv | Harrison 13'       |

| Craven Cottage, London Nézőszám: 6 243 Játékvezető: Dean Whitestone |

| 2017. augusztus 22. 20:45 CEST |

| Leeds United (2)                      | 5–1         | Newport County (4) |
| ------------------------------------- | ----------- | ------------------ |
| Roofe 44' 49' 65' Sáiz 78' Vieira 89' | Jegyzőkönyv | Labadie 33'        |

| Elland Road, Leeds Nézőszám: 17 098 Játékvezető: Ross Joyce |

| 2017. augusztus 22. 20:45 CEST |

| Middlesbrough (2)                | 3–0         | Scunthorpe United (3) |
| -------------------------------- | ----------- | --------------------- |
| Fábio 17' Baker 30' Fletcher 55' | Jegyzőkönyv |                       |

| Riverside Stadion, Middlesbrough Nézőszám: 12 679 Játékvezető: Andrew Madley |

| 2017. augusztus 22. 20:45 CEST |

| Milton Keynes Dons (3) | 1–4         | Swansea City (1)                 |
| ---------------------- | ----------- | -------------------------------- |
| Seager 17'             | Jegyzőkönyv | Fer 19' 60' Abraham 71' Ayew 86' |

| Stadium mk, Milton Keynes Nézőszám: 5 162 Játékvezető: Rob Jones |

| 2017. augusztus 22. 20:45 CEST |

| Norwich City (2)                       | 4–1         | Charlton Athletic (3) |
| -------------------------------------- | ----------- | --------------------- |
| Murphy 21' 52' Watkins 74' Trybull 89' | Jegyzőkönyv | Novak 5'              |

| Carrow Road, Norwich Nézőszám: 12 521 Játékvezető: Andy Haines |

| 2017. augusztus 22. 20:45 CEST |

| Queens Park Rangers (2) | 1–4         | Brentford (2)                               |
| ----------------------- | ----------- | ------------------------------------------- |
| Furlong 43'             | Jegyzőkönyv | Borysiuk 10' Egan 19' Maupay 32' Clarke 83' |

| Loftus Road, London Nézőszám: 9 719 Játékvezető: Chris Sarginson |

| 2017. augusztus 22. 21:00 CEST |

| Reading (2)                      | 3–1 (h. u.) | Millwall (2) |
| -------------------------------- | ----------- | ------------ |
| Bacuna 34' Evans 105' Smith 117' | Jegyzőkönyv | Ferguson 37' |

| Madejski Stadium, Reading Játékvezető: Charles Breakspear |

| 2017. augusztus 22. 20:45 CEST |

| Sheffield United (2) | 1–4         | Leicester City (1)                   |
| -------------------- | ----------- | ------------------------------------ |
| Lavery 83'           | Jegyzőkönyv | Gray 52' Szlimani 63' 67' Musa 90+3' |

| Bramall Lane, Sheffield Nézőszám: 11 280 Játékvezető: Tony Harrington |

| 2017. augusztus 22. 20:45 CEST |

| Watford (1)               | 2–3         | Bristol City (2)                  |
| ------------------------- | ----------- | --------------------------------- |
| Capoue 47' Mariappa 90+5' | Jegyzőkönyv | Hinds 59' Reid 67' Eliasson 90+3' |

| Vicarage Road, Watford Nézőszám: 9 003 Játékvezető: Tim Robinson |

| 2017. augusztus 23. 20:45 CEST |

| Blackburn Rovers (3) | 0–2                       | Burnley (1)          |
| -------------------- | ------------------------- | -------------------- |
|                      | [jegyzőkönyv Jegyzőkönyv] | Cork 27' Brady 45+4' |

| Ewood Park, Blackburn Nézőszám: 16 313 Játékvezető: Simon Hooper |

| 2017. augusztus 23. 20:45 CEST |

| Cheltenham Town (4) | 0–2                       | West Ham United (1) |
| ------------------- | ------------------------- | ------------------- |
|                     | [jegyzőkönyv Jegyzőkönyv] | Sakho 40' Ayew 43'  |

| Whaddon Road, Cheltenham Nézőszám: 6 259 Játékvezető: Oliver Langford |

| 2017. augusztus 23. 20:45 CEST |

| Huddersfield Town (1)             | 2–1                       | Rotherham United (3) |
| --------------------------------- | ------------------------- | -------------------- |
| Billing 52' (11-esből) Lolley 54' | [jegyzőkönyv Jegyzőkönyv] | Ajayi 1'             |

| Kirklees Stadium, Huddersfield Nézőszám: 8 290 Játékvezető: Peter Bankes |

| 2017. augusztus 23. 20:45 CEST |

| Newcastle United (1)     | 2–3 (h. u.)               | Nottingham Forest (2)       |
| ------------------------ | ------------------------- | --------------------------- |
| Mitrović 3' Aarons 45+1' | [jegyzőkönyv Jegyzőkönyv] | Cummings 29' 31' Walker 97' |

| St James’ Park, Newcastle upon Tyne Nézőszám: 27 709 Játékvezető: Darren England |

| 2017. augusztus 23. 20:45 CEST |

| Southampton (1) | 0–2                       | Wolverhampton Wanderers (2) |
| --------------- | ------------------------- | --------------------------- |
|                 | [jegyzőkönyv Jegyzőkönyv] | Batth 67' Wilson 87'        |

| St. Mary Stadion, Southampton Nézőszám: 17 931 Játékvezető: James Linington |

| 2017. augusztus 23. 20:45 CEST |

| Stoke City (1)                      | 4–0                       | Rochdale (3) |
| ----------------------------------- | ------------------------- | ------------ |
| Allen 16' 42' Crouch 29' Szobhi 80' | [jegyzőkönyv Jegyzőkönyv] |              |

| bet365 Stadium, Stoke-on-Trent Nézőszám: 9 930 Játékvezető: Scott Duncan |

| 2017. szeptember 12. 20:45 CEST |

| Barnsley (2)                         | 3–2                       | Derby County (2)       |
| ------------------------------------ | ------------------------- | ---------------------- |
| Jackson 18' Bradshaw 73' Hammill 88' | [jegyzőkönyv Jegyzőkönyv] | Russell 6' Bennett 39' |

| Oakwell, Barnsley Játékvezető: Eddie Ilderton |

## Harmadik kör
A harmadik kört 2017. augusztus 24-én sorsolták ki. A második körből továbbjutó 25 csapathoz csatlakoztak azok a Premier League-es csapatok, melyek előző szezonbeli eredményeik alapján indultak az európai kupasorozatokban (Chelsea, Tottenham Hotspur, Manchester City, Liverpool, Arsenal, Manchester United, Everton). A mérkőzéseket szeptember 19-én és 20-án játszották.
| 2017. szeptember 19. 20:45 CEST |

| Aston Villa (2) | 0–2         | Middlesbrough (2)          |
| --------------- | ----------- | -------------------------- |
|                 | Jegyzőkönyv | Bamford 58' (11-esből) 67' |

| Villa Park, Birmingham Nézőszám: 11 197 Játékvezető: Steve Martin |

| 2017. szeptember 19. 20:45 CEST |

| AFC Bournemouth (1) | 1–0 (h. u.) | Brighton & Hove Albion (1) |
| ------------------- | ----------- | -------------------------- |
| King 99'            | Jegyzőkönyv |                            |

| Dean Court, Bournemouth Nézőszám: 10 372 Játékvezető: Kevin Friend |

| 2017. szeptember 19. 20:45 CEST |

| Brentford (2) | 1–3         | Norwich City (2)                      |
| ------------- | ----------- | ------------------------------------- |
| Clarke 90+1'  | Jegyzőkönyv | Vrančić 10' (11-esből) 51' Murphy 68' |

| Griffin Park, London Játékvezető: James Linington |

| 2017. szeptember 19. 20:45 CEST |

| Bristol City (2)        | 2–0         | Stoke City (1) |
| ----------------------- | ----------- | -------------- |
| Diédhiou 50' Taylor 60' | Jegyzőkönyv |                |

| Ashton Gate, Bristol Nézőszám: 13 826 Játékvezető: Geoff Eltringham |

| 2017. szeptember 19. 20:45 CEST |

| Burnley (1)                     | 2–2 (h. u.) | Leeds United (2)                       |
| ------------------------------- | ----------- | -------------------------------------- |
| Wood 89' (11-esből) Brady 90+6' | Jegyzőkönyv | Sacko 80' Hernández 90+4' (11-esből)   |
| Büntetőpárbaj                   |             |                                        |
| Wood Barnes Brady Tarkowski     | 3–5         | Lasogga Hernández Klich Alioski Dallas |

| Turf Moor, Burnley Nézőszám: 11 799 Játékvezető: Darren Bond |

| 2017. szeptember 19. 20:45 CEST |

| Crystal Palace (1) | 1–0         | Huddersfield Town (1) |
| ------------------ | ----------- | --------------------- |
| Sako 13'           | Jegyzőkönyv |                       |

| Selhurst Park, London Nézőszám: 6 607 Játékvezető: Lee Probert |

| 2017. szeptember 19. 20:45 CEST |

| Leicester City (1)       | 2–0         | Liverpool (1) |
| ------------------------ | ----------- | ------------- |
| Okazaki 65' Szlimani 78' | Jegyzőkönyv |               |

| King Power Stadion, Leicester Nézőszám: 31 609 Játékvezető: Stuart Attwell |

| 2017. szeptember 19. 21:00 CEST |

| Reading (2) | 0–2         | Swansea City (1)       |
| ----------- | ----------- | ---------------------- |
|             | Jegyzőkönyv | Mawson 52' J. Ayew 83' |

| Madejski Stadium, Reading Nézőszám: 8 729 Játékvezető: Andy Davies |

| 2017. szeptember 19. 21:00 CEST |

| Tottenham Hotspur (1) | 1–0 | Barnsley (2) |
| --------------------- | --- | ------------ |
| Alli 65'              |     |              |

| Wembley Stadion, London Nézőszám: 23 826 Játékvezető: Tim Robinson |

| 2017. szeptember 19. 20:45 CEST |

| West Ham United (1)                | 3–0         | Bolton Wanderers (2) |
| ---------------------------------- | ----------- | -------------------- |
| Ogbonna 4' Sakho 31' Masuaku 90+4' | Jegyzőkönyv |                      |

| Olimpiai Stadion, London Nézőszám: 35 806 Játékvezető: Simon Hooper |

| 2017. szeptember 19. 20:45 CEST |

| Wolverhampton Wanderers (2) | 1–0 (h. u.) | Bristol Rovers (3) |
| --------------------------- | ----------- | ------------------ |
| Enobakhare 98'              | Jegyzőkönyv |                    |

| Molineux Stadion, Wolverhampton Nézőszám: 12 740 Játékvezető: Tony Harrington |

| 2017. szeptember 20. 20:45 CEST |

| Arsenal (1) | 1–0         | Doncaster Rovers (3) |
| ----------- | ----------- | -------------------- |
| Walcott 25' | Jegyzőkönyv |                      |

| Emirates Stadion, London Nézőszám: 44 064 Játékvezető: Scott Duncan |

| 2017. szeptember 20. 20:45 CEST |

| Chelsea (1)                                  | 5–1         | Nottingham Forest (2) |
| -------------------------------------------- | ----------- | --------------------- |
| Kenedy 13' Batshuayi 19' 53' 86' Musonda 40' | Jegyzőkönyv | Darikwa 91'           |

| Stamford Bridge, London Nézőszám: 40 621 Játékvezető: Chris Kavanagh |

| 2017. szeptember 20. 20:45 CEST |

| Everton (1)                        | 3–0         | Sunderland (2) |
| ---------------------------------- | ----------- | -------------- |
| Calvert-Lewin 38' 51' Niasse 4830' | Jegyzőkönyv |                |

| Goodison Park, Liverpool Nézőszám: 23 000 Játékvezető: Oliver Langford |

| 2017. szeptember 20. 21:00 CEST |

| Manchester United (1)                   | 4–1         | Burton Albion (2) |
| --------------------------------------- | ----------- | ----------------- |
| Rashford 5' 17' Lingard 36' Martial 60' | Jegyzőkönyv | Dyer 91'          |

| Old Trafford, Manchester Nézőszám: 54 256 Játékvezető: Graham Scott |

| 2017. szeptember 20. 21:00 CEST |

| West Bromwich Albion (1) | 1–2         | Manchester City (1) |
| ------------------------ | ----------- | ------------------- |
| Yacob 71'                | Jegyzőkönyv | Sané 3' 77'         |

| The Hawthorns, West Bromwich Nézőszám: 14 953 Játékvezető: Mike Jones |

## Negyedik kör
A negyedik kört 2017. szeptember 20-án sorsolták ki. A mérkőzéseket október 24-én és 25-én játszották.
| 2017. október 24. 20:45 CEST |

| Arsenal (1)     | 2–1 (h. u.) | Norwich City (2) |
| --------------- | ----------- | ---------------- |
| Nketiah 85' 96' | Jegyzőkönyv | Murphy 34'       |

| Emirates Stadion, London Nézőszám: 58 444 Játékvezető: Andrew Madley |

| 2017. október 24. 20:45 CEST |

| Bournemouth (1)                             | 3–1         | Middlesbrough (2) |
| ------------------------------------------- | ----------- | ----------------- |
| Simpson 49' Wilson 75' (11-esből) Afobe 83' | Jegyzőkönyv | Tavernier 56'     |

| Dean Court, Bournemouth Játékvezető: Simon Hooper |

| 2017. október 24. 20:45 CEST |

| Bristol City (2)                           | 4–1         | Crystal Palace (1) |
| ------------------------------------------ | ----------- | ------------------ |
| Taylor 34' Đurić 39' Bryan 60' O’Dowda 66' | Jegyzőkönyv | Sako 21'           |

| Ashton Gate, Bristol Nézőszám: 21 901 Játékvezető: Tim Robinson |

| 2017. október 24. 20:45 CEST |

| Leicester City (1)                    | 3–1         | Leeds United (2) |
| ------------------------------------- | ----------- | ---------------- |
| Iheanacho 30' Szlimani 71' Mahrez 88' | Jegyzőkönyv | Hernández 26'    |

| King Power Stadion, Leicester Nézőszám: 31 516 Játékvezető: Lee Probert |

| 2017. október 24. 20:45 CEST |

| Swansea City (1) | 0–2         | Manchester United (1) |
| ---------------- | ----------- | --------------------- |
|                  | Jegyzőkönyv | Lingard 21' 59'       |

| Liberty Stadion, Swansea Nézőszám: 20 083 Játékvezető: Robert Madley |

| 2017. október 24. 21:00 CEST |

| Manchester City (1)         | 0 – 0 (h. u.) | Wolverhampton (2)      |
| --------------------------- | ------------- | ---------------------- |
|                             | Jegyzőkönyv   |                        |
| Büntetőpárbaj               |               |                        |
| De Bruyne Touré Sané Agüero | 4–1           | Bonatini N’Diaye Coady |

| City of Manchester Stadion, Manchester Nézőszám: 50 755 Játékvezető: Kevin Friend |

| 2017. október 25. 20:45 CEST |

| Chelsea (1)               | 2–1         | Everton (1)         |
| ------------------------- | ----------- | ------------------- |
| Rüdiger 26' Willian 90+2' | Jegyzőkönyv | Calvert-Lewin 90+4' |

| Stamford Bridge, London Nézőszám: 40 655 Játékvezető: Neil Swarbrick |

| 2017. október 25. 21:00 CEST |

| Tottenham Hotspur (1) | 2–3         | West Ham United (1)      |
| --------------------- | ----------- | ------------------------ |
| Sissoko 6' Alli 37'   | Jegyzőkönyv | Ayew 55' 60' Ogbonna 70' |

| Wembley Stadion, London Nézőszám: 36 168 Játékvezető: Mike Dean |

## Ötödik kör
Az ötödik kört 2017. október 26-án sorsolták ki. A mérkőzéseket december 19-én és 20-án játszották.
| 2017. december 19. 20:45 CET |

| Arsenal (1) | 1–0         | West Ham United (1) |
| ----------- | ----------- | ------------------- |
| Welbeck 42' | Jegyzőkönyv |                     |

| Emirates Stadion, London Nézőszám: 44 741 Játékvezető: Kevin Friend |

| 2017. december 19. 20:45 CET |

| Leicester City (1)                | 1–1 (h. u.) | Manchester City (1)                 |
| --------------------------------- | ----------- | ----------------------------------- |
| Vardy 97' (11-esből)              | Jegyzőkönyv | B. Silva 26'                        |
| Büntetőpárbaj                     |             |                                     |
| Fuchs Maguire Iborra Vardy Mahrez | 3–4         | Gündoğan Touré Nmecha Gabriel Jesus |

| King Power Stadion, Leicester Nézőszám: 31 562 Játékvezető: Robert Madley |

| 2017. december 20. 20:45 CET |

| Chelsea (1)              | 2–1         | Bournemouth (1) |
| ------------------------ | ----------- | --------------- |
| Willian 13' Morata 90+1' | Jegyzőkönyv | Gosling 90'     |

| Stamford Bridge, London Nézőszám: 41 168 Játékvezető: Lee Mason |

| 2017. december 20. 21:00 CET |

| Bristol City (2)      | 2–1         | Manchester United (1) |
| --------------------- | ----------- | --------------------- |
| Bryan 51' Smith 90+3' | Jegyzőkönyv | Ibrahimović 58'       |

| Ashton Gate, Bristol Nézőszám: 26 088 Játékvezető: Mike Dean |

## Elődöntő
Az elődöntőket 2017. december 20-án sorsolták ki. Az első mérkőzéseket január 9-én és 10-én, a visszavágókat január 23-án és 24-én játszották.
1. mérkőzés
| 2018. január 9. 20:45 CET |

| Manchester City          | 2 – 1       | Bristol City        |
| ------------------------ | ----------- | ------------------- |
| De Bruyne 55' Agüero 92' | Jegyzőkönyv | Reid 44' (11-esből) |

| City of Manchester Stadion, Manchester Nézőszám: 43 426 Játékvezető: Anthony Taylor |

| 2018. január 10. 21:00 CET |

| Chelsea | 0 – 0       | Arsenal |
| ------- | ----------- | ------- |
|         | Jegyzőkönyv |         |

| Stamford Bridge, London Nézőszám: 40 097 Játékvezető: Martin Atkinson |

2. mérkőzés
| 2018. január 23. 20:45 CET |

| Bristol City       | 2 – 3       | Manchester City                   |
| ------------------ | ----------- | --------------------------------- |
| Pack 64' Flint 94' | Jegyzőkönyv | Sané 43' Agüero 49' De Bruyne 96' |

| Ashton Gate, Bristol Nézőszám: 26 003 Játékvezető: Graham Scott |

| 2018. január 24. 21:00 CET |

| Arsenal               | 2 – 1       | Chelsea   |
| --------------------- | ----------- | --------- |
| Rüdiger 12' Xhaka 60' | Jegyzőkönyv | Hazard 7' |

| Emirates Stadion, London Nézőszám: 58 964 Játékvezető: Michael Oliver |

## Döntő
A döntőt 2018. február 25-én rendezték a Wembley Stadionban.
| 2018. február 25. 17:30 (CET) |

| Arsenal | 0–3               | Manchester City                     |
| ------- | ----------------- | ----------------------------------- |
|         | (0–1) Jegyzőkönyv | Agüero 18' Kompany 58' D. Silva 65' |

| Wembley Stadion, London Nézőszám: 85 671 Játékvezető: Craig Pawson |

## Fordítás
- Ez a szócikk részben vagy egészben  a(z)   2017–18 Football League Cup című angol Wikipédia-szócikk fordításán alapul.  Az eredeti cikk szerkesztőit annak laptörténete sorolja fel. Ez a jelzés csupán a megfogalmazás eredetét és a szerzői jogokat jelzi, nem szolgál a cikkben szereplő információk forrásmegjelöléseként.